# Тархов Сергій Федорович
Сергі́й Фе́дорович Та́рхов (8 жовтня 1909 — 23 листопада 1936) — радянський військовий льотчик, капітан. Герой Радянського Союзу (1936).

## Життєпис
Народився в місті Саратов, нині — обласний центр Росії. Росіянин. Протягом 1918—1923 років мешкав у місті Нижній Ломов Пензенської області. Восени 1923 року повернувся до Саратова, де вступив до дворічної залізничної школи ФЗУ. Після закінчення школи працював на шляхах Саратовського відділення Рязано-Уральської залізниці, одночасно відвідував гурток Тсоавіахіму.
У лавах РСЧА з 1927 року. У квітні 1927 року комсомолом направлений на навчання до Ленінградської військово-теоретичної школи ВПС. Практичний курс проходив у 3-й (Оренбурзькій) військовій школі льотчиків. Член ВКП(б) з 1929 року. Після закінчення у липні 1929 року ВАШ проходив військову службу в авіаційних частинах Київського і Білоруського військових округів. У 1934 році закінчив Вищу льотно-тактичну школу в Липецьку. З лютого 1936 року — командир 107-ї окремої винищувальної авіаційної ескадрильї.
Учасник громадянської війни в Іспанії, командував винищувальною групою на Центральному фронті, прикривав Мадрид від налетів ворожої авіації. Здійснив 20 бойових вильотів, у повітряних боях збив 5 літаків супротивника.
13 листопада 1936 року у повітряному бою був підбитий і вистрибнув з парашутом. При приземленні отримав важкі поранення, від який і помер 23 листопада. Похований у Мадриді.

## Нагороди
Постановою Центрального виконавчого комітету СРСР від 31 грудня 1936 року «за зразкове виконання спеціальних і найважчих завдань Уряду зі зміцнення оборонної могутності Радянського Союзу та виявлений у цій справі героїзм», капітанові Тархову Сергію Федоровичу присвоєне звання Героя Радянського Союзу (посмертно).

## Вшанування пам'яті
Ім'ям Сергія Тархова названо вулиці у Харкові (Україна) і Нижньому Ломові (Росія).